# Gornja Lovnica (Rožaje)
Pour les articles homonymes, voir Gornja Lovnica.
Gornja Lovnica (en serbe cyrillique : Горња Ловница) est un village du nord-est du Monténégro, dans la municipalité de Rožaje.

## Démographie

### Évolution historique de la population
| 1948 | 1953 | 1961 | 1971 | 1981 | 1991 | 2003 |
| ---- | ---- | ---- | ---- | ---- | ---- | ---- |
| 329  | 408  | 468  | 347  | 343  | 322  | 387  |